# El Joven Picasso
El Joven Picasso è una miniserie televisiva in 4 episodi del 1993 diretta da Juan Antonio Bardem e basata sulla vita del pittore spagnolo Pablo Picasso.